# Can Peret Boira
Can Peret Boira és una obra eclèctica d'Arenys de Munt (Maresme) inclosa a l'Inventari del Patrimoni Arquitectònic de Catalunya.

## Descripció
Es tracta d'un edifici entremitgeres de planta baixa i dos pisos. La planta baixa ha estat modificada. El primer i segon pis encara conserven l'estructura original. En el primer pis hi ha un balcó flanquejat per unes motllures de terracota molt decoratives. Entre els dos balcons hi ha decoració figurativa i vegetal.